# Epitoxus ugandensis
Epitoxus ugandensis är en skalbaggsart som beskrevs av Yélamos 1996. Epitoxus ugandensis ingår i släktet Epitoxus och familjen stumpbaggar. Inga underarter finns listade i Catalogue of Life.